# 苦役列車
『苦役列車』（くえきれっしゃ）は、西村賢太の中篇小説。およびその映画化作品。

## 書誌
文芸誌『新潮』2010年12月号発表。単行本、2011年1月新潮社刊　文庫本、2012年4月新潮文庫刊。

## あらすじ
第1部 苦役列車
時代は昭和後期（主人公の生年からの計算や劇中のカレンダーから1986年と思われる）。19歳の北町貫多は、日雇い労働で生計を立てている。貫多が幼少の折、彼の父親が性犯罪を犯したことで家庭は崩壊した。両親の離婚、数度の転校を繰り返すなかで鬱々とした青春時代を過ごす彼は将来への希望を失った。やがて中学校を卒業した彼は、母親からむしり取った金を手に家を飛び出し、港湾での荷役労働に従事することで一人暮らしを始める。日当の5500円は即座に酒代とソープランド代に消えていく。将来のために貯金するでもなく、月の家賃のため金を取り置くわけでもなく、部屋の追い立てを食らうことも一度や二度ではない。こうして貫多は、義務教育後の4年間を無為に過ごしていたのだった。
そんなある日、港湾の仕事現場にアルバイトの専門学校生・日下部正二が現れる。スポーツで鍛えた肉体と人懐っこい笑顔を持つ日下部に、貫多は好意を抱き仲を深める。そして日下部に強引に迫り女友達を紹介してもらうこととなるが、酒に酔った勢いで暴言を吐きその場を壊し、日下部との関係も悪化してしまう。さらに荷役労働先で上司のような存在の前野とささいなことから喧嘩騒動を起こしその会社から出入り禁止となってしまうのであった。そして貫多は別の荷役会社に移りほぼ変化のない生活を送る中で藤澤清造の私小説と出会う。
第2部 落ちぶれて袖に涙の降りかかる
40歳を迎えようとしている貫多は小説家となっていた。文芸誌に掲載された短編のうち2つの作品が、川端賞の候補となるなど評価と知名度を高めつつある。「川端賞が欲しい」という目標もでき、日々小説を書き続ける生活を送る。持病と化した腰痛の診察の帰りに立ち寄った古本屋で川端康成の『みづうみ』の古書と、『嘉村礒多の思い出』（大正時代の書評家堀木克三の刊本のようなもの）を見つける。『嘉村礒多の思い出』を読みながら小説家としての自分と堀木の晩年、自分の担当編集者とのやり取りを回想し重ねて合わせ、「ものを書く人」のありかたについて貫多なりに考える。そして川端賞の発表の日となり受賞の連絡を待つが、電話はなることはなかった。

## 受賞歴
144回（2010年下半期）芥川龍之介賞受賞。受賞の言葉が「風俗に行こうと思ってた」ということでも有名。

## 評価
芥川賞選考委員からの評価は次のようなものであった。石原慎太郎、山田詠美、島田雅彦らからは高く評価された。村上龍は「高い技術を持っているが、『人生は不条理だ』というテーマは陳腐だと思う」と評した。一人の選者が選評で全く本作に言及しなかったことを西村がその委員を「ロンパリ」と呼びながら批判した。
単行本は発売後1か月で19万部売れたとされる。

## 映画
2012年7月14日公開。公開時のキャッチコピーは「友ナシ、金ナシ、女ナシ。この愛すべき、ろくでナシ」。R15+指定。
主演の森山未來は役作りのために撮影中、風呂もない3畳ひと間という環境に身を置いたそうである。
日本アカデミー賞・キネ旬ベストテン他、多数の受賞を果たしている。詳細は受賞歴を参照。

### ストーリー (映画)
1986年。北町貫多、19歳。小5の時、父親が犯した性犯罪により一家離散。中学校卒業以来、日雇い人足仕事で、その日暮らしを続けている。唯一の楽しみは読書。稼いだ日銭はほぼ酒と風俗に費やし、家賃の算段はしない。ある日、派遣の送迎バスで専門学校生の日下部正二に声をかけられ、初めて友達といえるかもしれない存在になる。ずっと気になっていた古本屋のバイトの桜井康子とは、正二に声をかけてもらい「友達」になるが、セックス以外の交際方法が分からず、別れ際に手をなめたり、不器用な付き合いが始まる。家賃が滞り、正二に5万も借金したり、泥酔して正二の恋人に「ふだんはオナニーか？」と言ったり、問題ばかりで正二に交遊を拒絶される。雨の中、康子に「やりたいんだろ、やれば好きになる」と迫り逃げられる。友人関係の不調は、投げ遣りな仕事ぶりに繋がり、それが原因で上司と喧嘩しクビになる。知らぬ間に康子は古本屋を辞めていた。かつて見下していた元同僚は、食堂のテレビの勝ち抜きのど自慢で歌っていた。歌を聞こうとしてヤクザとチャンネル争いをした挙げ句に、叩きのめされた貫多は、家賃滞納のボロ・アパートに戻り、小説を書こうと原稿用紙に向かった。

### キャスト
- 北町貫多 - 森山未來
- 日下部正二 - 高良健吾
- 桜井康子 - 前田敦子
- 高橋岩男 - マキタスポーツ
- 志賀（古本屋の店長） - 田口トモロヲ
- 大家のババア - 藤井京子（3年後：二宮弘子）
- オッサン - 佐藤宏
- 老人 - 橘家二三蔵
- 熊井寿美代 - 伊藤麻実子
- 大家の息子 - 古澤裕介
- 鵜沢美奈子 - 中村朝佳
- 寺田 - 柳光石
- 古本屋の女 - 野嵜好美
- 番組司会 - 辻本耕志
- 番組アシスタント - 我妻三輪子
- 前野健次 - 高橋努
- 番組出演しているバンド - イエローコックローチ
- 客引き - 宇野祥平
- 日雇い人足 - 松浦祐也
- 3年後の若者A - 中村昌也

### スタッフ
- 監督 - 山下敦弘
- 原作 - 西村賢太
- 脚本 - いまおかしんじ（本編にも出演[7]）
- 音楽 - SHINCO（スチャダラパー）
- 主題歌 - ドレスコーズ「Trash」（日本コロムビア）
- 挿入歌 - マキタスポーツ「俺は悪くない」
- 製作 - 香月純一（東映）、木下直哉（木下工務店）、重村博文（キングレコード）、日達長夫（東映ビデオ）、古玉國彦（東映チャンネル）、宮坂学（Yahoo! JAPAN）、前山寛邦（日本コロムビア）、江幡幸伸（東京スポーツ新聞社）、定井勇二（ビターズ・エンド）
- 企画 - 近藤正岳（東映）
- プロデューサー - 川田亮（東映）、根岸洋之
- ラインプロデューサー - 原田耕治
- 音楽プロデューサー - 津島玄一（東映音楽出版）
- 宣伝プロデューサー - 桝林宏明
- ナレーション - 杉崎真宏
- 撮影 - 池内義浩
- 美術 - 安宅紀史
- 照明 - 原由巳
- 録音 - 深田晃
- スタイリスト - 伊賀大介
- ヘアメイク - 外丸愛
- 編集 - 佐藤崇
- 助監督 - 窪田祐介
- 製作担当 - 濱松洋一
- 特別協力 - しまだゆきやす、カンパニー松尾、松江哲明、大根仁、山本浩司[8]、新井浩文[8]
- 企画協力 - 新潮社
- 協力 - ワタナベエンターテインメント
- 製作プロダクション - 東映東京撮影所、マッチポイント
- 「苦役列車」製作委員会（東映、木下グループ、キングレコード、東映ビデオ、東映チャンネル、Yahoo! JAPAN、日本コロムビア、マッチポイント、ビターズ・エンド、東京スポーツ新聞社、ソニーPCL、niconico、CGCGスタジオ）
- 配給 - 東映

### 映画の評価

#### 各界著名人の評価
コラムニストで映画評論家の中野翠は自らの連載コラムで、「森山未來は線が細すぎて最初はミスキャストだと思ったが、時として見せる黒目が何も考えていないように見え、金とセックスのことしか頭になく友情や恋愛には粗雑な考え方しかできない主人公をうまく表現できていた」として、俳優としての森山を高く評価した。また、「原作にはない、主人公と友人たちが下着姿で海に入るシーンが、いかにも青春映画的でありながら、原作の味を損なわないものとしてうまく全体に収まっていた」とも。
山下の監督映画『マイ・バック・ページ』の原作者で評論家の川本三郎は、『SAPIO』2012年7月18日号で「素晴らしい青春映画」と絶賛。
『週刊文春』のクロスレビュー『シネマチャート』では、中野翠と斉藤綾子が四点（五点満点）、芝山幹郎と品田雄吉が三点、おすぎが二点。
Twitterにおいてミュージシャンのスガシカオが絶賛。「猛烈に感動した」「自分のことのよう」と呟いた。またお笑いコンビ「オアシズ」の大久保佳代子もtwitterで、『スパイダーマン』の何倍も面白い、と褒めた。AKB48ファンを公言する漫画家の小林よしのりは、前田敦子目当てで期待せずに見たが、映画自体や森山の演技に強く感心した。山下監督の名前を記憶しておこうとも言った。前田に関しても、気になる存在でも惚れるほどではなかったが、この映画で初めて惚れたと告白した。

#### 原作者による評価
原作者西村賢太によるこの映画の評価は、媒体によって指摘のポイントを選んでいる。『TVブロス』7月第一週発売号でこの映画の特集が組まれ、原作者の西村へのインタビューが載ったが、「面白い映画ではない」との評価であった。いっぽう、上記の中野のコラムで紹介された西村のコメントは「瑕瑾（かきん。多少の欠点の意）はあるものの、面白さにおいて脱帽した箇所が少なくなかった」とやや肯定的な評価であった。web文芸誌マトグロッソにおける公開日記「ある私小説書きの日乗」では、「製作サイドの不備が多い。この映画を二度見ることは無い。時間の無駄」「中途半端に陳腐な青春ムービー」と書いた。
公開前発売号の『新潮』には、西村と山下監督の対談が掲載された。山下は対談の終盤で、西村が試写会用の資料に載った好評とは打って変わった悪評を他の媒体で展開したことが不可解で腹立たしい、と率直に述べている。西村はこれに対し、美点を挙げる為に用意された場所で肯定的な評価を書くのは原作者としての最低限のエチケットであり、批判は批判として別にあると返答。そして、原作者は見てつまらなかった映画でもどんな場でも褒めなければならないのか、と反論し、讃辞だけを聞きたければ自主制作で仲間うちのみでの上映にすればいい、と西村の方も率直に述べている。
『文藝春秋』2012年8月号の公開日記、及び『新潮』の同年8月号のエッセイ、『小説現代』の連載コラムなどでは具体的な批判に踏み込んでいる。原作では、主人公が江戸っ子であること以外に何の誇りも持てず、また周囲に気に入られようと必死にならざるをえない境遇の少年であるのに、映画ではそこが描かれず、主演者の役作りの努力には頭が下がる一方、喋り方が江戸っ子的でなく、コミュニケーション障害にしか見えない点が不満であるとした。また私小説の背負う制約を無視した偶然と不自然さのストーリー改変をあげ、主人公が現状に甘んじている必然性が映画版では描かれていないとし、「苦役の意味、列車の意味。この肝心の点が拙作の意図するところと乖離し、顧みないこの映画に、「苦役列車」を原作に使い、タイトルに使い、自分の分身をも主人公に据えた真実の意味が、果たしてどれほどあるものだろうか」と指摘した。いっぽう、監督や俳優を目当てに来た観客が喝采を浴びせることを容易に想像できるほどには、映画ならではの素晴らしい表現もあったことは認めている。
また、桜井康子の役を、前田ではなく同じくAKB48の柏木由紀にすることを希望していたことをテレビのトーク番組で語ったが、その発言は「一場の戯言」である。実際は「そのメンバーの個々の顔かたちも確と把握はしていない」と自ら記している。

### 受賞歴
- 第86回キネマ旬報ベスト・テン日本映画第5位
- 2012年映画芸術日本映画ベストテン第1位

森山未來
- 第86回キネマ旬報ベスト・テン 主演男優賞
- 第36回日本アカデミー賞 優秀主演男優賞[16]
- 2013年度エランドール賞 新人賞（『北のカナリアたち』・『贖罪』・『ALWAYS 三丁目の夕日'64』ほか含む）
- 2012年度 全国映連賞 男優賞（『北のカナリアたち』含む）

高良健吾
- 第36回日本アカデミー賞 優秀助演男優賞

前田敦子
- 第4回TAMA映画賞 新人賞
- 第22回日本映画プロフェッショナル大賞 主演女優賞[17]

マキタスポーツ
- 第55回ブルーリボン賞 新人賞
- 第22回東京スポーツ映画大賞 新人賞